# CJD Jugenddorf-Christophorusschule Braunschweig

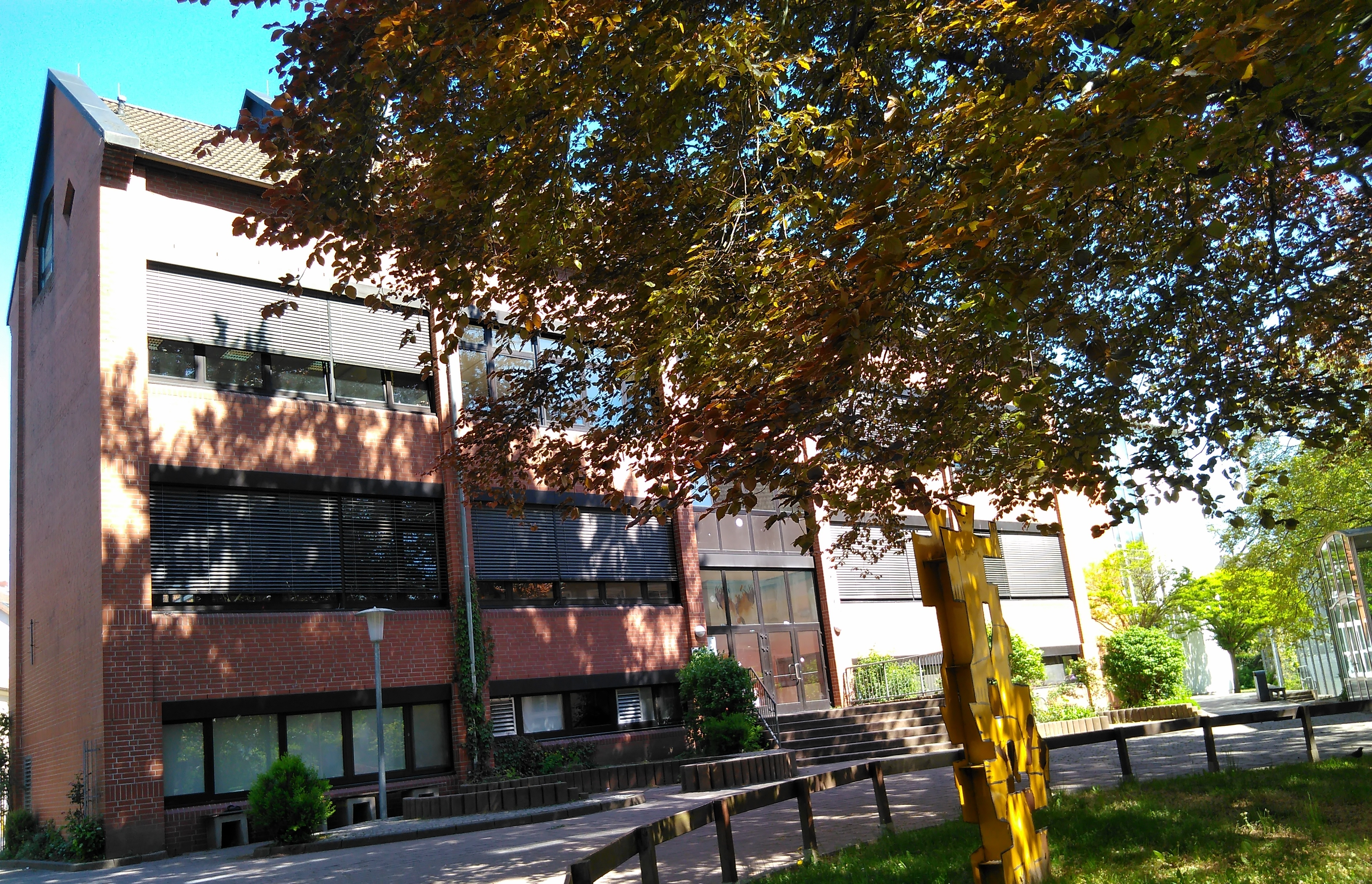
Christophorusschule des CJD Braunschweig

Das Christliche Jugenddorfwerk Deutschlands e. V. Braunschweig (CJD Braunschweig) ist ein 1977 gegründeter und staatlich anerkannter privater Bildungsanbieter in Braunschweig, dessen Träger das Christliche Jugenddorfwerk Deutschlands e. V. (CJD) ist. Die Schüler kommen aus über 28 Nationen. 1981 startete das CJD Braunschweig als erste Einrichtung ein Programm für die Förderung hochbegabter Kinder.
Es verfügt über ein Gymnasium und eine Grundschule, die den entsprechenden staatlichen Schulformen gleichgestellt sind. Außerdem gehören zum CJD Braunschweig ein Internat, die International School Braunschweig-Wolfsburg, die Musische Akademie, die Kita St. Leonhard International und die unabhängige Psychologische Beratungsstelle.

## Struktur
Mittlerweile betreut das CJD Braunschweig rund 2400 Menschen aller Altersstufen. In sieben verschiedenen Einrichtungen arbeiten rund 300 Mitarbeiter. Das CJD Braunschweig wird von Heike Antvogel geleitet. Zu den Einrichtungen im CJD Braunschweig gehören:
- Gymnasium Christophorusschule
- Internat im CJD Braunschweig
- Musische Akademie im CJD Braunschweig
- Hans-Georg-Karg-Grundschule
- Kita St. Leonhard International
- International School Braunschweig-Wolfsburg

Im Jahr 1999 führte das CJD Braunschweig ein externes Qualitätsmanagement ein. 2003 wurde das erste DIN 9001 Zertifikat durch eine akkreditierte Zertifizierungsgesellschaft verliehen. Zum mittlerweile 7. Mal wurde das CJD Braunschweig erfolgreich re-zertifiziert, zuletzt im Sommer 2021. Geltungsbereiche des Zertifikats sind: Ganztagsgrundschule, Ganztagsgymnasium mit differenzierten Unterrichtsprofilen – etwa zur Hochbegabtenförderung sowie zur Förderung des Lern- und Arbeitsverhaltens, International School, Internat für Selbstzahler und Wohnbereich mit unterschiedlichen Jugendhilfeangeboten, Psychologische Beratungsstelle, Kita St. Leonhard International und Musische Akademie sowie die Entwicklung von Dienstleistungen in Bildung, Beratung und Pädagogik.

## Gymnasium Christophorusschule
Das Gymnasium Christophorusschule (Gründungsname: Dr.-Wilhelm-Meyer-Gymnasium) ist eine Ganztagsschule mit angeschlossenem Internat und rund 600 Schülern. Es ist die Gründungseinrichtung im CJD Braunschweig. Das Prinzip der begabungsgerechten, wertebezogenen und bildungsgerechten Förderungen von Schülern ist seitdem die Philosophie der pädagogischen Ausrichtung in der Schule seit 1977. Eine Eingangs- und Prozessdiagnostik der Schüler sowie starke und permanente Einbindung der Eltern in die Unterrichtsgestaltung unterstützt diese Philosophie.
Eine Besonderheit am Gymnasium Christophorusschule sind daher die begabungsdifferenzierenden Schulprogramme. Der Name des Gymnasiums geht auf die Christophoruslegende zurück, in der der Riese Reprobus das Christuskind über einen Fluss trägt.
Zu den Programmen in der Unterstufe (Jg. 5–10) gehören zudem:
- Das Abitur der zwei Geschwindigkeiten (J. 7–10): Schüler können je nach Klasse in 12 oder 13 Regelschuljahren das Abitur absolvieren. Dabei wird im S-Profil[1] von Klasse 7 bis Klasse 10 jeweils 1/3 des Unterrichtsstoffs eingespart und somit die Klasse 9 übersprungen.
- Spezialkurse für Hochbegabte/Hochleister (Jg. 5–6)
- Klar gymnasial (Jg. 7–10): Eine begabungsgerechte Differenzierung im Unterricht erfolgt durch bedürfnisgerechten Unterricht in den Kernfächern Deutsch, Englisch und Mathematik, Spezialkurse für Hochbegabte/Hochleister (Jg. 5–6) und selbständiges Lernen in den Naturwissenschaften. Dazu kommen spezielle Tutoren, die regelmäßig im Austausch mit den Eltern stehen (Jg. 7–8).
- Jahrgangsübergreifender Profilunterricht (Jg. 5–6) in den Bereichen: Musik, Sport, Handmade und MINT.

Zu den Programmen in der Oberstufe gehören zudem:
- Exzellenzkurse (Jg. 10–12): Hochleistern/Hochbegabten wird durch Akzeleration(höheres Lerntempo) und Enrichment (Anreicherung) ein Anforderungsniveau über dem eines Leistungskurses ermöglicht.
- Kompetenzkurse[2] (Jg. 10–12): Außerhalb des regulären Lehrplans bekommen Schüler in diesen Kursen die Möglichkeit in außerschulischen Inhalten ihre methodische und Sozialkompetenzen auszubauen. Urkunden und Referenzschreiben ermöglichen teilweise eine Anrechnung auf Wartesemester.

## Internat im CJD Braunschweig
Aufgrund der Sonderstellung des Gymnasiums Christophorusschule im Bereich der individuellen Begabungsförderung und Hochbegabung kamen die Schüler seit Beginn aus ganz Deutschland. Wohnen im Internat ist geprägt durch die Gemeinschaft. Es wohnen Mädchen und Jungen in unterschiedlichen Wohngruppen in Ein- oder Zweibettzimmern in verschiedenen Wohngruppen, unterteilt nach Alter und Geschlecht. Für die Abiturienten stehen Einzelzimmer in einem eigenen Gebäude zur Verfügung. Besonders selbständige und zuverlässige Jugendliche können auf Wunsch auch in betreuten Wohngemeinschaften in unmittelbarer Nähe des Internats leben und von hier aus die Schule besuchen. Die Jungen und Mädchen werden dabei stets von erfahrenen Sozialpädagogen begleitet. Die meisten Schüler im Internat nehmen zu Beginn am fünftägigen Programm Bildungskompass teil. Die Schüler wohnen dabei im Internat. In verschiedenen Testverfahren werden dabei Begabung, Wissen, Persönlichkeit und Sozialverhalten ermittelt. Am Ende wird ein Gesamtprofil erstellt und die Eltern erhalten eine Empfehlung sowie Schullaufbahnberatung für das Kind. Am Bildungskompass können auch Kinder teilnehmen, die nicht im Internat wohnen. Allen Internatsschülern stehen Angebote aus den Bereichen Sport und Erlebnispädagogik (Klettern, Wandern, Kanu-Exkursionen) zur Verfügung. Dem Internat sind Sportanlagen sowie ein eigener Musikraum angegliedert.

## Hans-Georg-Karg-Grundschule
Die Hans-Georg-Karg-Grundschule wurde 1999 als Ganztagsschule gegründet und betreut ca. 200 Schüler. Pädagogisch wird ein ganzheitlicher Ansatz verfolgt, der sich stark an der Montessori-Pädagogik orientiert. Der Unterricht erfolgt daher in jahrgangsgemischten Stammgruppen. Ziel ist die gezielte Förderung des eigenen und selbstbestimmten Lernens des Kindes.
Zudem arbeitet die Schule mit einem integrativen Programm für Kinder mit Entwicklungsvorsprüngen. Kreativitätsförderung, die Hinführung zur Fragen von Religion, Glauben und Werten sowie der Erziehung zu sozialer Verantwortung sind weitere wichtige Prinzipien. Konzeptioneller Grundgedanke und Leitsatz der Schule ist das Prinzip „Leben lernen“.
Zu den weiteren Programmen an der Schule gehören:
- Lebenspraktischer Tag (LP-Tag): Jeden Mittwoch erfolgt der Unterricht in einem Projekttag ohne Stundenplan. Die Themen orientieren sich an sachunterrichtlichen Inhalten
- Freiarbeitszeiten: Übungs- und Vertiefungsaufgaben in der Freiarbeitszeit ersetzen in der Regel Hausaufgaben
- Englischunterricht ab dem 1. Jahrgang

Neben den verpflichtenden vorschulischen Sprachtests im Kindergarten erfolgt zudem mit jedem Kind ein Aufnahmegespräch. In verschiedenen Übungen werden die Kinder dabei auf ihre Schulfähigkeit hin untersucht.

## Kita St. Leonhard International
Die Kita bietet einen Lebens-, Lern- und Spielort für 105 Kinder. Zwei Krippengruppen beherbergen 15 Kinder im Alter von 6 Monaten bis zu 3 Jahren. 3 Kindergartengruppen sind geplant für je 25 Kinder im Alter von 3 bis 6 Jahren. Die Kindertagesstätte ist von 8 bis 16 Uhr geöffnet, Sonderöffnungszeiten ermöglichen eine Betreuungszeit von 7 bis 17 h. In jeder Gruppe gibt es zwei pädagogische Fachkräfte, die im Alltag mit den Kindern exklusiv entweder Deutsch oder Englisch sprechen.

## Musische Akademie
Die Musische Akademie im CJD Braunschweig wurde im Jahre 1999 gegründet. Erfolgreicher Ansporn war dabei das Konzept, eine ganzheitliche kulturelle Bildungsstätte für den Standort Braunschweig und Umgebung aufzubauen. Die Akademie ist Mitglied im Verband deutscher Musikschulen sowie All Steinway School.
Im Januar 2023 ist die Musische Akademie aus dem Standort am Neustadtring mit auf den Campus des CJD in der Georg-Westermann-Allee umgezogen.
Über 1400 Kinder, Jugendliche und Erwachsene aus der Region Südostniedersachsen nutzen die Unterrichts-, Kurs- und Veranstaltungsangebote in den Bereichen Musik, Tanz, Kunst bei über 50 Dozenten.
Die Musische Akademie bietet für fast alle Instrumente und verschiedenste Musikrichtungen Einzel- und Gruppenunterricht an.
- Elementare Musikpädagogik: Auf Basis von spielerischer Motivation, kindliche Begeisterungs- und Lernfähigkeit werden Kinder in Musikalischer Früherziehung und Frühförderung unterrichtet.
- Norddeutsches Suzuki-Institut: Mit der Suzuki-Methode lernen Kinder im Vorschulalter von speziell dafür ausgebildeten Dozenten das Violine-Spiel. Das Besondere ist dabei das Erlernen des Instruments primär mittels Nachahmung und Beobachtung.

Für alle Altersklassen existiert der Chor „Singing all together“ sowie der Jazz- und Pop-Chor „Grooveconnection“.
Im Atelier können Kinder, Jugendliche und Erwachsene ihren künstlerischen Begabungen beim Malen, Zeichnen, Fotografieren oder Töpfern folgen. Es werden hierfür regelmäßig verschiedene Kurse und Workshops angeboten.
Tanzliebhabern ermöglicht die Musische Akademie ein vielfältiges Angebot an Tanzkursen: von klassischem Ballett bis hin zu Breakdance. Es finden regelmäßig Konzerte verschiedener Ensembles statt.
Die projektbezogene Zusammenarbeit mit anderen wichtigen Kulturträgern in Braunschweig und in der Region ist ein zudem fester Bestandteil der Musischen Akademie.

## International School Braunschweig-Wolfsburg
Die International School Braunschweig-Wolfsburg wurde 2004 als englischsprachige Ganztagsschule für alle Klassenstufen gegründet. Sie verfügt zudem über eine Reception Class für Kinder ab 4 Jahren. 220 Schüler besuchen die Schule.
Die Schüler machen nach der 10. Klasse den Abschluss IGCSE (gleichberechtigt erweitert Sek. I) und nach der 12. Klasse das International Baccalaureate Diploma (gleichberechtigt dem deutschen Abitur). Die wesentlichen Merkmale des Unterrichts sind:
Internationaler Lehrplan gemäß dem Programm der University of Cambridge International Examinations
Unterricht in Doppelbesetzung mit Lehrer und professional Educator
Fokus auf Projektarbeit mit insgesamt 35 additiven Kursangeboten aus den Bereichen Bewegung, Kultur und Wissenschaft.
Verpflichtende Schuluniform in allen Klassenstufen
Unterrichts und Schulsprache ist Englisch, Vorbereitungskurse unterstützen den Einstieg bei mangelnden Sprachkenntnissen.